# Černý Petříček
Povídka Černý Petříček patří mezi první prozaická díla Karoliny Světlé. Námět k ní čerpala z městského prostředí, ve kterém sama vyrůstala. V této povídce zaznívá jak sociální tematika, běžná v celém díle autorky, tak i kritika církve a hlavně pravdy, které od ní přebírají lidé a po svém si je vykládají. V neposlední řadě povídka znázorňuje vzpouru čerstvě dospělých dětí, proti jejich rodičům či autoritám, které jim plánují život bez toho, aby se jich na něco ptali. Tato povídka byla napsána roku 1871 a řadí se do cyklu tzv. pražských próz.

## Děj
Děj povídky je zasazen na pražský Koňský trh a jeho nejbližší okolí, kde ve své plechové boudě prodává a doslova i bydlí trochu podivínský muž zvaný všemi, pro svoji tmavou pleť, černý Petříček. Je považován za mudrce a lidé si k němu chodí pro radu i pro pomoc. On přitom leští staré knoflíky na prodej, pozoruje okolí, hodně přemýšlí a svými radami i strojenými situacemi ovlivňuje životy jiných lidí a sám se z této své schopnosti velmi raduje. Lidmi je považován za neomylného, což sám s pýchou rád slyší. Stará se o svého mladšího bratra Františka, kterého mu zanechala jeho matka. Otcem Františka je nějaký voják táhnoucí Prahou. Matka rozhodla zasvětit život svého dítěte Bohu, aby tak smyla svůj hřích. Umírající zapřisáhla Petříčka, aby se František stal knězem a nikým jiným. Petříček tímto směrem mladšího bratra vede a dá jej na studia bohosloví.
Vedle boudy jeho matky na trhu prodávala ryby žena, která se jako stará šťastně provdala za bohatého majitele hostince „U Beránka“ v sousedství trhu. Porodila mu dceru Stázičku a stala se vdovou. Jako matka z měšťanské rodiny, kam nyní díky svému majetku patřila, vychovávala dceru tak, že ji nedovolila nijak pracovat. Všechnu práci v domě prováděly služky. Matka dceru učila, že je třeba vše dobře pozorovat, aby mohla na líné služky dohlédnout a jejich práci zkontrolovat, až bude dospělá. Dcerka rostla, nic dělat neuměla, jen práci druhých pozorovala a velmi se přitom nudila. Jak rostla, chtěla se sama také něčím zabavit, a tak jí matka domluvila hodiny zpěvu. Jejím učitelem se stal právě o trochu starší František, který moc hezky hrál na housle. Díky společným hodinám zpěvu se oba seznámili.
Když Stázička dorostla do věku slečny, začala ji matka s pomocí Petříčka hledat vhodného ženicha. Chtěla nejlépe nějakého měšťanského syna, s majetkem a dobrou životní a společenskou perspektivou, což souhrnně označovala za „karakter“. Jako ženicha vyhlédla pana Ferdinanda, syna z dobré bohaté rodiny s dobrým postavením ve státních službách. Petříček pak přesvědčil matku Ferdinandovu, jaká je Stázička dobrá partie. Pro obě rodiny pak naplánuje společnou návštěvu poutní mše, kde se děti dobře poznají a matky sňatek dohodnou.
Jenomže přátelství vzniklé mezi Františkem a Stázičkou při společných hodinách hudby se postupem času přeměnilo v lásku, které si ani matka Stázičky ani Petříček, ve své zaslepenosti svými plány s oběma dětmi, nevšimli. Občasné „divné“ chování zamilovaných zdůvodňují různými způsoby (vzrušení z blížícího se poznání budoucího manžela, strach ze zkoušek při studiu bohosloví). V den poutní mše František se Stázičkou prchnou před společným obědem obou rodin, kde má dojít k dohodě o sňatku. Vymění raději svůj pohodlný městský život za nejistotu potulných komediantů. Matka Stázičky ani Petříček tohoto jednání nechápou a dlouho se s ním nemohou smířit. Petříček od té doby, protože se cítí jednáním mladých lidí napálen a zahanben, přestane Pražanům udílet své rady. 
Po pěti letech najde Petříček u svého stánku na tržišti mladou, zuboženou a pomatenou ženu s dcerou. V mladé ženě poznává Stázičku a svěřuje ji do péče její matky. Ta jí odpustí útěk a ráda ji znovu přijme. Dozvídá se o jejich nelehkém osudu i o tom, že František byl zabit jedním boháčem, když bránil Stázičku před jeho neslušnými návrhy. Poblázněná a nemocná Stázička krátce na to umírá. Její dceru Františku pak paní od „Beránka“ již vychová a provdá jako správnou a poslušnou měšťanskou dceru.
Tragicky končí příběh i pro Petříčka, který umírá krátce poté, kdy se dovídá zprávu, že v důsledku rušení tržiště na Koňském trhu se musí přestěhovat na Havelské tržiště. On ví, že se novému prostředí již nepřizpůsobí.
Přestože vzpurný útěk a společný život mladých lidí končí tragicky, jako v mnoha případech, kdy děti neuposlechnou svých rodičů, je jejich vzájemná láska to, co jim pomáhá překonat nepříznivé podmínky, v nichž žijí. Autorka v povídce kriticky upozorňuje na chování dospělých, kteří jakýkoli jiný názor dětí na jejich budoucí život okamžitě považují za hřích proti Bohu a opírají se přitom o církevní autority, i když se o nic špatného nejedná. I zvířata mají možnost ve svobodě volby vlastního osudu a lidi ne, jak píše autorka.